# Szaláh ed-Dín kormányzóság

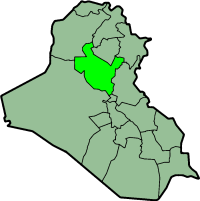
Szaláh ed-Dín kormányzóság elhelyezkedése Irakban

Szaláh ed-Dín kormányzóság (arab betűkkel محافظة صلاح الدين [Muḥāfaẓat Ṣalāḥ ad-Dīn]) Irak 18 kormányzóságának egyike az ország középső részén. Északnyugaton Ninive, északkeleten a Kurdisztán régióhoz tartozó Erbíl, Kirkuk és a szintén kurdisztáni Szulejmánijja, keleten Dijála, délen Bagdad, délnyugaton pedig Anbár határolja. Székhelye Tikrit városa. A kormányzóság Szaladin egyiptomi szultán nevét viseli, aki 1137-ben született Tikritben.

## Fordítás
Ez a szócikk részben vagy egészben  a(z)   صلاح الدين (محافظة) című arab Wikipédia-szócikk fordításán alapul.  Az eredeti cikk szerkesztőit annak laptörténete sorolja fel. Ez a jelzés csupán a megfogalmazás eredetét és a szerzői jogokat jelzi, nem szolgál a cikkben szereplő információk forrásmegjelöléseként.